# رودریگو بورجا سیوالوس
رودریگو بورجا سیوالوس (به اسپانیایی: Rodrigo Borja Cevallos) (زادهٔ ۱۹ ژوئن ۱۹۳۵) یک سیاستمدار اهل اکوادور است. وی از ۱۰ اوت ۱۹۸۸ تا ۱۰ اوت ۱۹۹۲ رئیس‌جمهور این کشور بود. او از نوادگان دودمان بورجا بود.